# Tibério Júlio Festo
Tibério Júlio Festo (em latim: Tiberius Iulius Festus) foi um oficial romano do início do século III, ativo no reinado do imperador Alexandre Severo (r. 222–235). Se sabe que ocupou as posições de legado e presidente em Marcianópolis. É possivelmente antepassado de Júlio Festo e Júlio Festo Himécio.